# Hamburger Speck

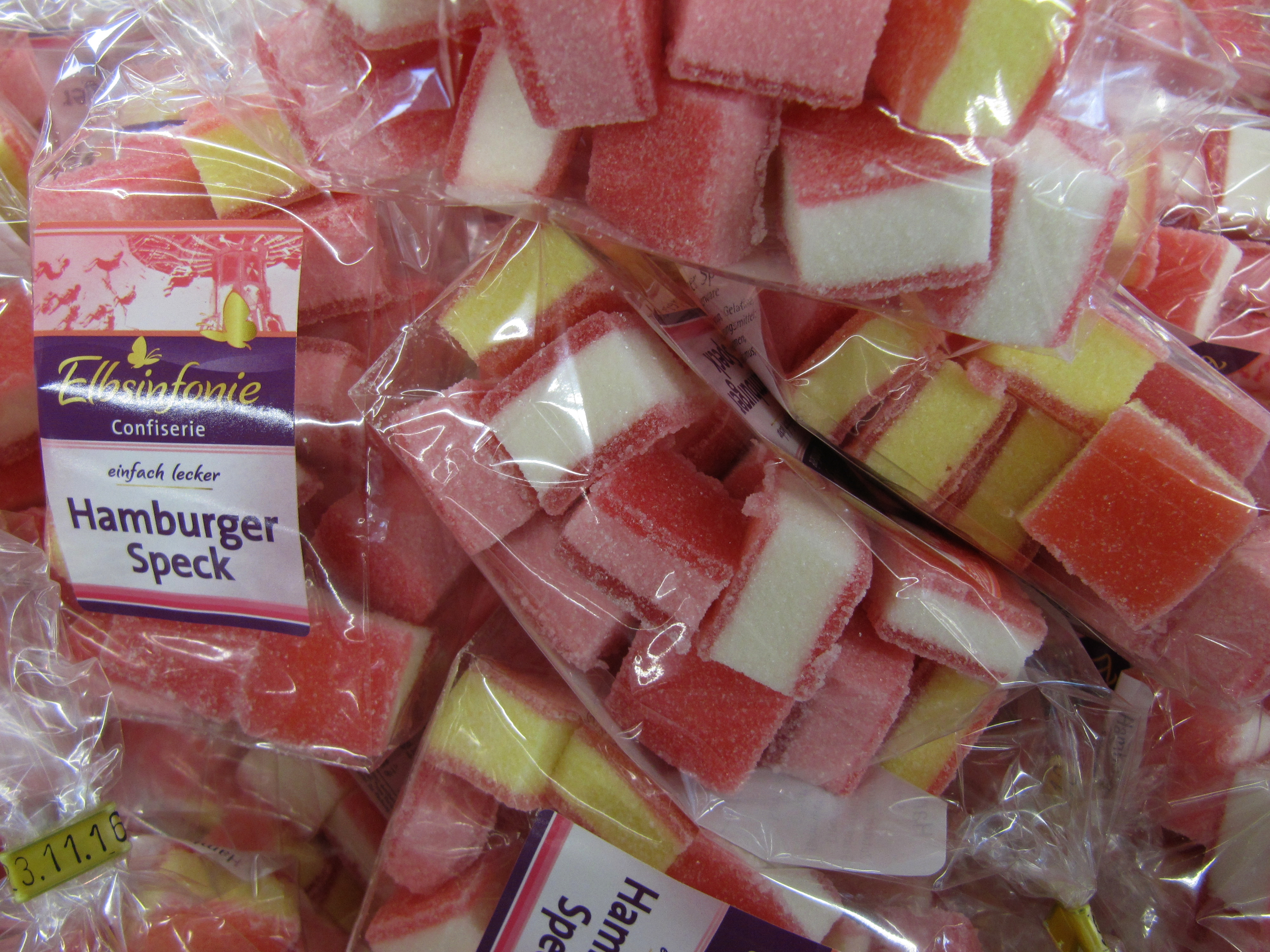
„Hamburger Speck“ in Würfelform

Hamburger Speck ist eine Süßware aus Zuckerschaum, die traditionell in den Hamburger Landesfarben Rot und Weiß, aber auch in Gelb und Rosa angeboten wird. In der österreichischen Küche versteht man unter diesem Begriff keine Süßigkeit, sondern durchzogenen Räucherspeck.

## Etymologie
Sie erhielt den Namen aufgrund der Plattenform, die an durchwachsenen Speck erinnert. Das Naschwerk ist auch als „Helgolänner Speck“ oder „Helgoländer Schnitten“ bekannt, dann jedoch in den Farben Rot, Weiß und Grün.

## Rezeption in der Literatur
Im Roman Entbehrung – Hunger – Trümmer – aber ich habe überlebt! spielt „Hamburger Speck“ eine prominente Rolle.